# Frank Philipp Schlößmann
Frank Philipp Schlößmann (geboren 1963 in Bad König, Odenwald) ist ein deutscher Bühnenbildner.

## Leben und Werk
Frank Philipp Schlößmann studierte von 1985 bis 1989 Bühnen- und Kostümgestaltung am Salzburger Mozarteum.
Seit 1991 ist er als freischaffender Ausstatter an zahlreichen Bühnen international tätig. Er arbeitete u. a. mit Regisseuren wie Andreas Homoki, Olivier Tambosi, Harry Kupfer und Philipp Himmelmann u. a. am Royal Opera House Covent Garden in London, in Dublin, an der Wiener Volksoper, in Amsterdam, Antwerpen, Hamburg, den drei Berliner Häusern Lindenoper, Deutsche Oper und Komische Oper, in Köln, Leipzig, Dresden, der Münchner Staatsoper, Düsseldorf, Strassburg,  in Bologna, Catania, Venedig, Oslo, Helsinki, Basel, der Metropolitan Opera New York, in Chicago, Houston, San Francisco, Barcelona, Peking, Tokyo, dem Teatro Colón in Buenos Aires und dem Mariinsky-Theater in St. Petersburg. In Bayreuth war er Bühnenbildner für Tankred Dorsts Inszenierung des Der Ring des Nibelungen. Für die mehr als 140 Jahre lang vergessene, dann wieder entdeckte Oper Amleto von Franco Faccio aus dem Jahr 1865 gestaltete er bei den Bregenzer Festspielen 2016 das Bühnenbild.